# دقل مائل

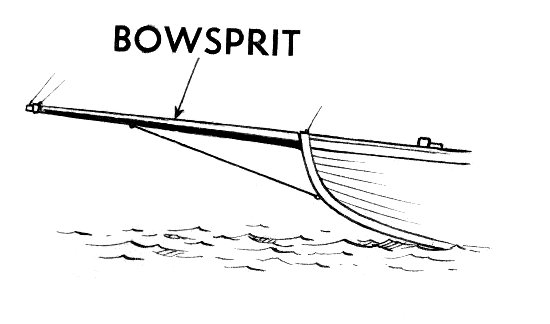
دقل مائل

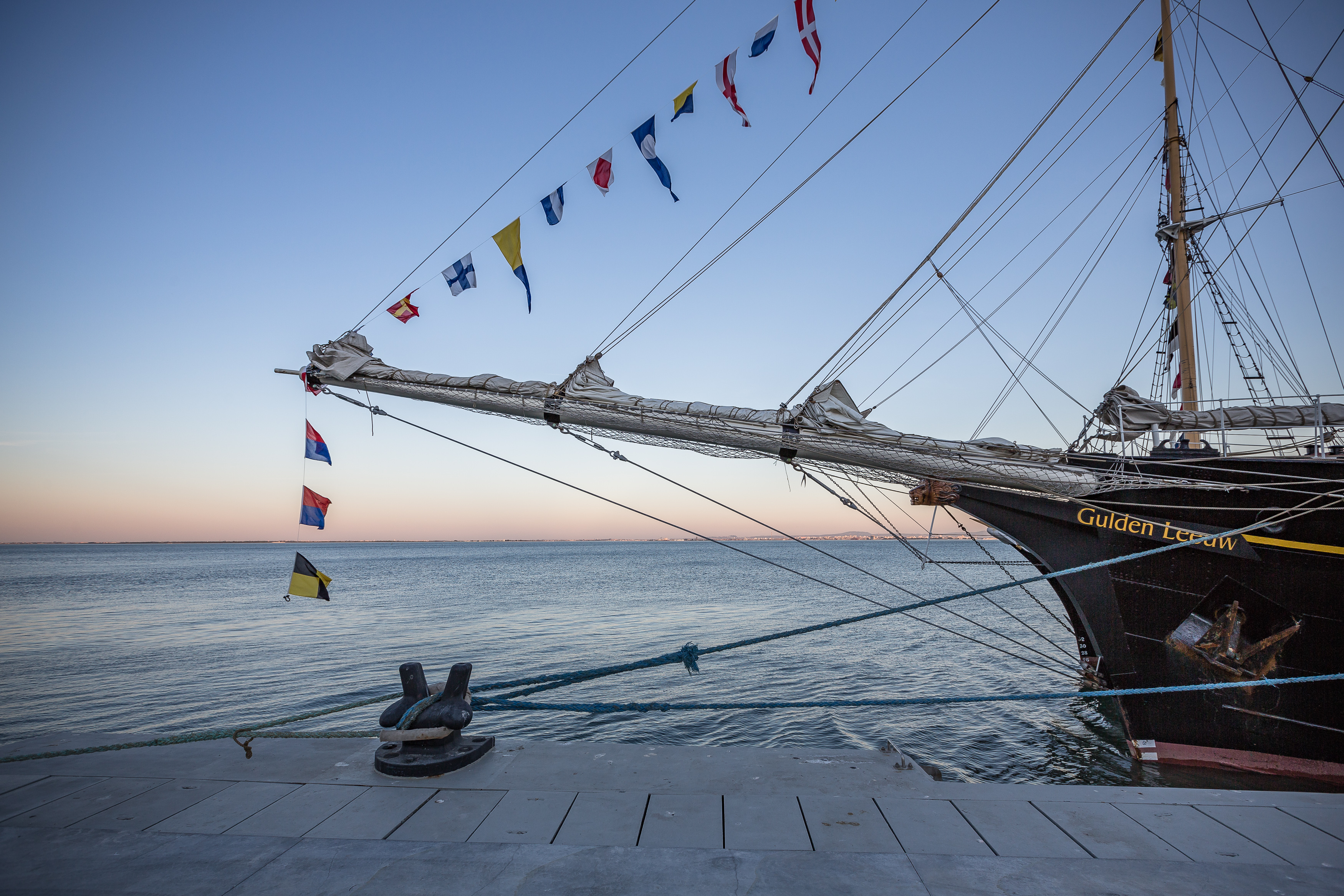

الدَّقَل المائل في الملاحة الشراعية هو صاري يمتد إلى الأمام من قيدوم السفينة.